# Беласко, Дэвид
Дэвид Беласко (англ. David Belasco; 25 июля 1853, Сан-Франциско, Калифорния — 14 мая 1931, Нью-Йорк) — американский театральный продюсер, импресарио, режиссёр, актёр и драматург. Его деятельность связывают с утверждением в американском театральном искусстве некоторых элементов натуралистического и реалистического театра. С ранних лет приобщился к театру, где сменил множество профессий и сумел пробиться на сцену в качестве актёра, а также стать автором и режиссёром постановок. В 1870-е годы дебютировал в качестве драматурга. До начала 1880-х годов стал режиссёром более трёхсот спектаклей. В 1882 году переехал с Западного побережья в Нью-Йорк, где стал одним из самых преуспевающих и влиятельных театральных деятелей.
В 1884—1930 годах стал автором сценария или режиссёром более ста произведений, поставленных на Бродвее. С деятельностью его труппы связаны многие исполнители, прославившиеся впоследствии в театре и кино. Беласко уделял большое внимание зрелищной составляющей своих постановок, в области чего сумел достичь значительных преобразований. Стал пионером многих новаторских форм сценического освещения и спецэффектов, некоторыми признаётся первым американским режиссёром нового типа. В драматургическом отношении творчество не оригинально, представляет собой переработки чужих литературных произведений, а также работ написанных в соавторстве. По пьесам Беласко было снято более сорока кинофильмов. Вошёл в музыкальное искусство благодаря тому, что его пьесы послужили основой для двух опер итальянского композитора Джакомо Пуччини: «Мадам Баттерфляй» и «Девушка с Запада».

## Биография

### Ранние годы
Родился в Сан-Франциско в семье Авраама Беласко (1830—1911) и Рейны Беласко (урождённая Нуньес, 1830—1899), евреев-сефардов, обосновавшихся в США во время Калифорнийской золотой лихорадки. Воспитывался в католическом монастыре. Рано приобщился к театру, где работал с детства и на самых различных должностях. Дебютировал на сцене в роли герцога Йоркского в исторической пьесе Уильяма Шекспира «Ричард III». В 1873—1874 годах — актёр и режиссёр в оперном театре в Вирджиния-Сити, штат Невада. В качестве драматурга дебютировал в 1879 году, по другой информации, первые его опыты в этой области относятся к 1872 году.

## Нью-Йоркский период
В 1882 году Беласко переехал с Западного побережья в Нью-Йорк, где работал режиссёром в компании известного в то время импресарио Дэниэла Фромана в Madison Square Theatre и Lyceum Theatre. Ещё до своего переезда в театральную столицу Америки исполнил более ста семидесяти ролей, перевёл, переделал и адаптировал около сорока пьес, выступил режиссёром более трёхсот спектаклей. Многие из его адаптаций представляли собой переработки европейских пьес, действие которых он американизировал, придавая им черты местной действительности, например, «Дубовое сердце» (1879), «Заза» (1898).
В 1884—1930 годах стал автором сценария или режиссёром более ста произведений, поставленных на Бродвее, что сделало его одним из самых влиятельных театральных деятелей своего времени в Нью-Йорке. Вместе с тем, его драматургическое творчество не оригинально, так как представляет собой сценические адаптации литературных произведений или переделки чужого драматургического материала; многие его пьесы написаны совместно с другими авторами. Так, в этом отношении показательно, что он является автором только единственной оригинальной пьесы — «Возвращение Питера Гримма» (1911). Основу репертуара его театра составляли мелодрамы, к созданию которых он был в той или иной мере причастен. Его интересы были чужды не только современной драме, но и классическому наследию. Так, известно, что из около 150 постановок, осуществленных им, только 10 были шекспировскими. Другие драматурги-классики были представлены ещё в меньшей степени.
В 1890 году возглавил в Нью-Йорке собственный театр. В 1907 году стал руководителем бродвейского Stuyvesant Theatre, за которым через несколько лет закрепилось название театр Беласко. В труппе режиссёра начинали и работали многие исполнители, прославившиеся впоследствии в театре и кино. Среди них в первую очередь можно назвать Дэвида Уорфилда, Лесли Картер, Инну Клэйр, Джеймса О’Нила, Мэри Пикфорд, Ленор Ульрик, Барбару Стэнвик. Так, в 1907 году пятнадцатилетняя актриса Глэдис Смит получила второстепенную роль в его пьесе «Уоррены из Вирджинии». По настоянию Беласко она изменила своё достаточно тривиальное имя на псевдоним — Мэри Пикфорд, ставший впоследствии всемирно известным. Передают, что при встрече он спросил у тринадцатилетней девушки, просившей у него у роль: она действительно хочет стать актрисой? На что та ответила: «Я уже актриса. Я хочу стать хорошей актрисой». Прежде чем перейти в кино к приметившему её Дэвиду Уорку Гриффиту, где Пикфорд прославилась, она проработала несколько лет у Беласко. Репутация его коллектива была настолько высока, а кинематограф тогда только начинал признаваться за искусство, что она вынуждена была некоторое время скрывать, что снимается. Когда Гриффит при первом их знакомстве спросил её, имеет ли она какой-либо актёрский опыт, она с гордостью ответила: «Два сезона я играла с Дэвидом Беласко». Затем она несколько лет совмещала работу у Беласко и у Гриффита. В 1912 году Пикфорд навестили её подруги по кочевой театральной жизни — сёстры Лилиан и Дороти Гиш, которые намеревались проситься играть в театре Беласко. Переговорив с ними Пикфорд убедила их сниматься в кино и посодействовала этому. Лилиан всё таки поступила к Беласко, где некоторое время играла в спектакле «Добрый маленький чертёнок», звездой которого была Пикфорд. Во время одного представления Гиш упала с двухметровой высоты. На период лечения она покинула театр и после этого окончательно перешла к Гриффиту. После гастролей Пикфорд также ушла от Беласко, но по финансовым условиям уже на другую студию. По пьесам Беласко было снято более сорока кинофильмов.

### Беласко и Пуччини
В 1900 году Беласко адаптировал для сцены рассказ «Мадам Баттерфляй» американского писателя Джона Лютера Лонга (1898), который во многом был вдохновлён автобиографическим романом французского писателя и путешественника Пьера Лоти «Мадам Хризантема» (1888). Со спектаклем «Мадам Баттерфляй: японская трагедия» (Madame Butterfly: A Tragedy of Japan) в лондонском театре Duke of York’s Theatre познакомился итальянский композитор Джакомо Пуччини, который подыскивал сюжет для своей новой оперы. Трагическая история японской гейши настолько увлекла маэстро, что он пошёл к автору драмы за кулисы, где сделал предложение о создании оперы. Беласко сразу же согласился и позже описывал этот порыв знаменитого композитора следующим образом: «Вести деловые переговоры с темпераментным итальянцем, который со слезами на глазах бросается вам на шею, казалось мне делом невозможным». В итоге через несколько лет Пуччини написал оперу «Мадам Баттерфляй» (1903—1904), со временем ставшей одной из самых популярных в его наследии. Во многом вдохновение мелодраматической историей «японской трагедии» можно объяснить драматургическими и режиссёрскими находками Беласко, а некоторые из них нашли отражение в опере.

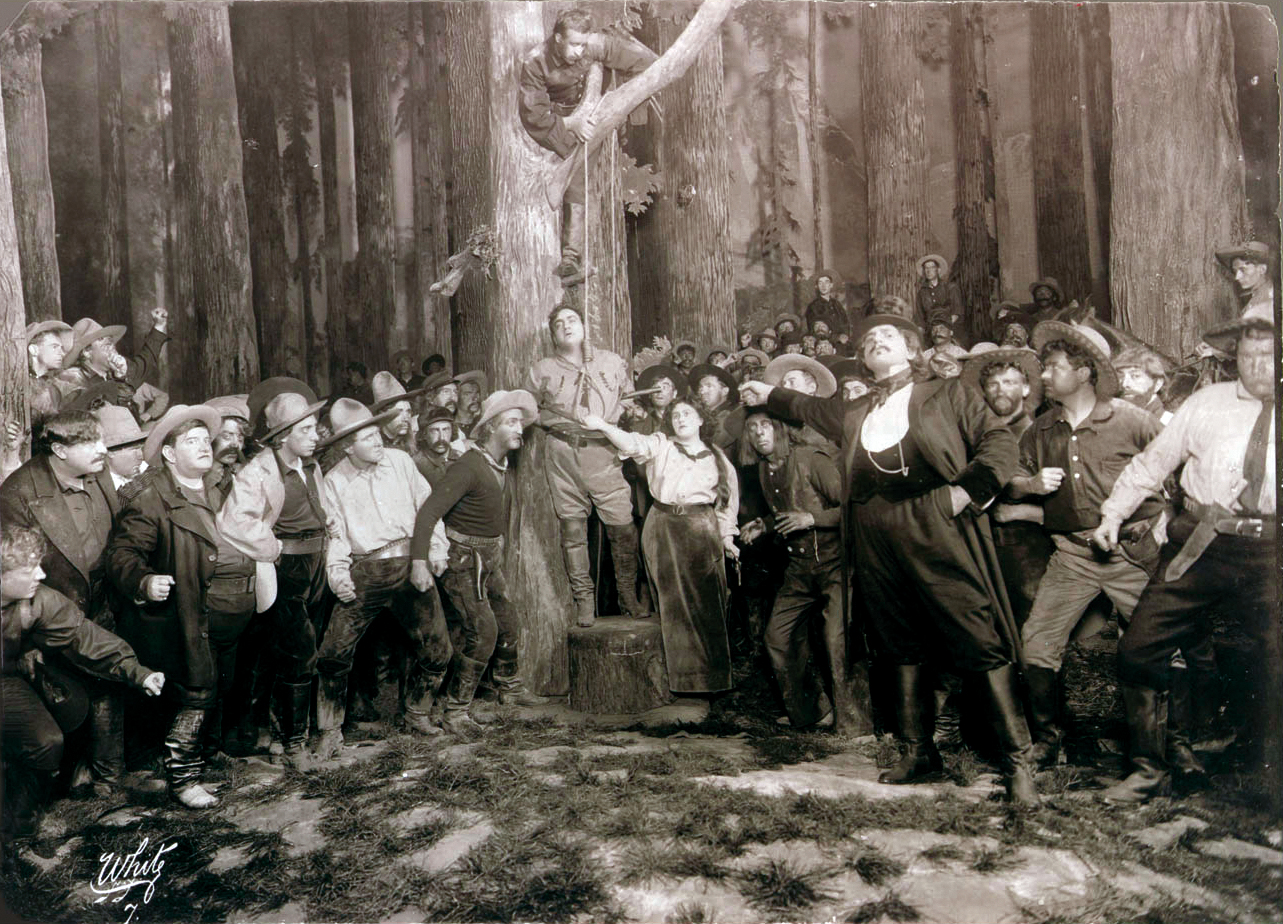
Сцена из третьего акта оперы «Девушка с Запада». В кадре Энрико Карузо, Эмма Дестинова, Паскуале Амато. «Метрополитен-опера», 1910

Следующей работой Пуччини стала опера «Девушка с Запада», также основанная на спектакле Беласко — «Девушка с золотого Запада» (The Girl of the Golden West). С пьесой композитор познакомился в 1907 году в Нью-Йорке, где он оказался в связи с постановкой своих опер в Метрополитен-опера. В США он возобновил знакомство с драматургом и подыскивая уже несколько лет сюжет для нового произведения остановил свой выбор на мелодраме из жизни американского Запада времён калифорнийской «золотой лихорадки». К американской драматургии, в том числе и пьесам Беласко, Пуччини относился в целом критически. В одном из писем он писал: «Кое-что хорошее я нашёл у Беласко, но это всё незавершенное, несолидное, неполное». Предполагается, что к «Девушке с золотого Запада» его во многом привлекло музыкальное сопровождение в исполнении «ансамбля менестрелей» и, как считается, прежде всего песня «The old dog tray». Также его не могли не заинтересовать сценические эффекты, которыми славился театр Беласко. Премьера оперы состоялась 10 декабря 1910 года и сопровождалась триумфальным приёмом. В постановке принимал участие и Беласко. Однако несмотря на первоначальный приём «оперный вестерн» композитора уступает в популярности «Мадам Баттерфляй» и ставится значительно реже. Позже драма Беласко и опера Пуччини были несколько раз экранизированы в кино и на телевидении.

### Поздние годы
Поздний период жизни Беласко посвятил режиссуре, последней его постановкой стала пьеса Хатвани «Сегодня вечером или никогда» (1930). Более пятидесяти лет был женат на Сесилии Ловерич. От этого брака у них было две дочери, Рейна (которая была замужем за театральным продюсером Моррисом Гестом) и Августа. Умер 14 мая 1931 года в возрасте 77 лет на Манхэттене. Был похоронен на еврейском кладбище Линден-Хилл в Риджвуде, Квинс вместе дочерью Августой (ранее умершей в 22 года) и женой.

## Методы работы. Значение
Беласко стал пионером многих новаторских форм сценического освещения и спецэффектов, некоторыми он признаётся первым американским режиссёром нового типа. Несмотря на то, что отдельные элементы оформления сцены (декорации, сценические и световые эффекты) внедрялись на сценах театров США ещё до Беласко, а некоторые из них он перенял в период совершенствования своего «реалистического», «фотографического» метода, он значительно усовершенствовал их. Позднее пальму первенства в области технического совершенствования оформления сцены и её освещения стали отдавать именно ему. Это связано не только с внедрением и усовершенствованием им театральных эффектов, но и сбалансированием роли света и декораций в представлении. По оценке российского театроведа Юлии Клейман, он впервые в США стремился создать некую сценическую «атмосферу», хотя и понимал её несколько ограничено. Так, в его эстетике «жизненная правдивость» может быть представлена детальным воспроизведением настоящих предметов обстановки и деталей, соответствующих действию и эпохе пьесы.
Иногда, особенно в США, Беласко сравнивается с такими реформаторами театра как Антонен Арто и Константин Станиславский, но в полной мере такую точку зрению многие авторитетные исследователи не разделяют. Британский театровед Джон Стайн писал по этому поводу: «Беласко внедрил скрупулёзность и точность в работе над представлениями, однако он ориентировался только на вкусы широкой публики. В то время некоторые считали его американским Антуаном, но его автобиографическая книга Театр через дверь / The Theatre through Its Stage Door (1919) достаточно чётко показывает, что у него речь шла только о создании поверхностной иллюзии». По воззрениям Беласка, постановка должна прежде всего нравиться публике, в связи с этим продумывая сценические приёмы он ориентировался не на пожелания и указания автора, а осуществлял оформление в соответствии со своим опытом и личным пониманием пьесы. По своему содержанию его методы были простые и зрелищные: яркая солнечная картина олицетворяла счастье, лунный свет романтику, тьма — трагедию и т. д. В этом отношении показательны его личные признания по театральной эстетике. Так, он прежде всего стремился погружать зрителей в переживания, так чтобы «сердца дрожали», так как театр необходим для возбуждения эмоций. Сценические эффекты, прежде всего световые, были подчинены задаче создания необходимой атмосферы: «Свет для спектакля — то же, что в песне музыка для слов». Первым этапом работы над концепцией и визуальным решением спектакля являлась разработка плана декораций. После этого эскиз передавался художнику, создававшему макет, на основании чего Беласко переходил к «световой партитуре» — важнейшей и самой интересной (по его словам) стадии работы. Совместно со своими сотрудниками он стремился достичь максимально приближённых световых эффектов, которые соответствовали особенностям (климатическим, географическим и т. д.) местности, где происходит действие сюжета. По оценке Клейман, стремление Беласко как можно реалистичнее передать световые явления природы приводило к тому, что проходившее на сцене приводило к обратному эффекту — вызывало искусственность, театральность. Мелодраматичность постановок режиссёра, их яркая зрелищность в дальнейшим утвердилась не только на сцене, но и в голливудских картинах. Примерами этого рода могут служить такие фильмы как «Унесённые ветром» (1939), «Дуэль под солнцем» (1946). Несмотря на то, что методы работы труппы Беласко на некоторое время получили значительную известность и влияние, ещё при его жизни они подвергались критике.
Высокую оценку деятельности Беласко дал Константин Станиславский, на которого особое впечатление произвёл спектакль «Венецианский купец». Он видел эту шекспировскую пьесу в исполнении труппы Беласко во время гастролей Московского Художественного театра, причём отмечал, что его коллективу есть что перенять у американцев. Видимо, на основе нескольких подобных признаний со стороны Станиславского, в советской литературе было распространено мнение о «прогрессивном», «передовом» характере искусства Беласко, которое противопоставлялось бродвейской коммерциализации. Однако по современным оценкам, такой подход не может быть признан соответствующим действительности. Так, Клейман находила, что между бродвейской эстетикой и театром Беласко было глубокое сходство, а внешние различия не имели принципиальной разницы, так как его приёмы в основном ограничивались обращением к «поверхностным зрительским эмоциям»: «Его спектакли не требовали интеллектуального постижения, поскольку по большей части были основаны на драматургии, содержание которой исчерпывалось сюжетом. Жизненное правдоподобие позволяло зрителям идентифицировать себя с мелодраматическими героями, чьи поступки были вполне объяснимы, а ошибки легко исправимы». Визуальная зрелищность постановок Беласко позволяла достигать той условности, которая помогала непросвещённым зрителям достичь «эстетического комфорта». Чрезмерная внешняя детализация не способствовала глубокому проникновению в драматургический материал, и ещё до начала 1920-х годов такая стилистика казалась искушённым зрителям и критикам «устаревшей». Особенно она контрастировала с европейским театром того времени, влияние которого всё более стала испытывать американская драматургия и режиссура.

## В культуре
— Видали? — торжествующе воскликнул он. — Обыкновенное печатное издание, без всяких подделок. На этом я и попался. Этот тип — второй Беласко. Разве не шедевр? Какая продуманность! Какой реализм! И заметьте — знал, когда остановиться, — страницы не разрезаны.
Беласко упоминался в произведениях О. Генри, Вудхауса, Фицджеральда и других авторов. В 1941 году на экраны вышел биографический фильм «Дама с рыжими волосами» (Lady with Red Hair) режиссёра Кёртиса Бернхардта, повествующий о жизни и творчестве Лесли Картер (Мириам Хопкинс), актрисы из трупы Беласко, с которой у него некоторое время был роман. В роли Беласко — актёр Клод Рейнс. В его честь было названо несколько театров (Театр Беласко в Нью-Йорке и Театр Беласко в Лос-Анджелесе). С бродвейским театром связана легенда о том, что каждую ночь здание посещал призрак Беласко и якобы это происходило даже во время представлений. После постановки ревю «О, Калькутта!» призрак исчез и больше не появлялся.